# Lilia Mejri
Lilia Mejri (arab. ليلى الماجري ;ur. 13 sierpnia 1997) – tunezyjska zapaśniczka walcząca w stylu wolnym. Zdobyła srebrny medal na mistrzostwach Afryki w 2018 i brązowy w 2017, 2019 i 2020 roku.